# 사회 연구
사회 연구(社會硏究, 영어: social research)는 사회과학자들이 수행하는 연구 기법으로, 체계적인 계획을 따른다. 유의어로 사회 조사라고도 한다. 사회 연구 기법은 다음과 같이 두 개의 큰 부류로 나뉜다:
- 양적 연구: 양적인 증거를 통해 사회 현상에 접근.
- 질적 연구: 참여자와의 직접적인 과찰, 소통을 통해서나 본문 분석을 통해 사회 현상을 이해.

사회과학자들은 다양한 기법을 이용하여 여러 사회 현상을 분석한다. (예: 수백만의 사람들로부터의 인구 조사 자료부터 사회 체험의 깊이있는 분석에 이르기까지. 현재 길거리에서 무엇이 이루어지는지 관찰하는 것에서부터 고대 사회 문서들을 탐구하는 것에 이르기까지) 고전사회학, 통계학에 기초한 기법들은 정치학, 미디어 연구, 시장 조사와 같은 다른 분야의 연구에 대한 기초를 세우고 있다.

## 개요
사회 조사는 사회의 실태를 경험적으로 파악하려고 하는 현대적 사회과학 연구방법의 하나이다. 사회조사의 역사는 관점에 따라 상당히 다를 수 있다. 한 국가가 세금의 징수와 군사력의 확보 등을 위해서 호구(戶口)를 조사한 것은 그 역사가 실로 길다. 한국의 경우에 있어서도 비록 현대적인 정확성은 기하지 못했다고 하더라도 국가적 필요에 의해서 여러 가지 사회의 실태를 파악하려는 시도가 각 왕조(王朝)를 통해서 있었던 것으로 알려져 있다. 구미 각국에 있어서도 사회조사의 기원(起源)을 국가시책에 필요한 자료를 얻기 위해 빈민(貧民) 또는 형무소의 생활조건 등을 통계적으로 파악하기 시작한 18세기 또는 19세기에서 찾으려는 경향이 있다. 그러나 사회조사가 그 방법에 있어서 현대적 정확성을 갖게 되었고 또 학술연구 및 행정목적의 필요에 따라 각계 각층에서 광범위하게 활용하게 된 것은 20세기에 들어와서부터라고 할 수 있다.제1차 및 제2차 세계대전을 겪는 과정에 있어서 관여된 각 국가가 대량적인 사회실태의 파악이 필요하게 됨에 따라 사회조사방법은 조사목적의 설정, 조사표의 작성, 표본설계 및 추출, 자료수집, 자료정리 및 분석, 결과보고서 작성 등의 절차를 밟게 된다. 이제 이 절차에 관해서 간단히 설명하고자 한다.(1) 조사목적(調査目的)의 설정(設定)―조사목적의 설정에 있어서는 ① 인적자원 ② 조사경비(調査經費) ③ 조사시기 ④ 정치·사회적인 분위기 등을 고려하여 무리없이 실천에 옮길 수 있는 범위 내에서 내용을 다루어야 한다.(2) 조사표(調査表)의 작성(作成)―조사표는 조사목적의 내용과 조사대상자의 성격 및 조사 당시의 여러 가지 상황에 따라 그 작성요령이 상이하다. 가장 적합한 조사표는 조사자가 목적한 바에 따라 조사대상자들이 기탄없이 정직하게 사실을 말할 수 있도록 작성되어 있어야 한다. 여기에서는 설문내용(說問內容)이 논리적으로 일관성이 있어야 하며 표현은 알기 쉽고 명확해야 한다는 것을 밝혀두는 것으로 그친다.(3) 표본설계(標本設計) 및 추출(抽出)―경제적 또는 시간적으로 자원이 충분하지 못할 경우에는 조사대상자의 전체를 연구에 포함할 수 없기 때문에 흔히 전체의 일부에 해당되는 조사대상자를 연구하게 된다. 이 경우에 있어서는 어떻게 하면 이 일부분의 조사대상자가 전체를 가장 잘 대표할 수 있도록 강구하느냐 하는 것이 표본설계의 주요 과제이다. 표본설계의 원리는 고도의 전문적 통계지식이 요구되는 것이지만 그 근본목적은 표본이 대표하고 있는 모집단(母集團)의 속성(屬性)을 추측하는 데 있어서 오차(誤差)의 한계를 최소화하는 데 있다.(4) 자료수집(資料蒐集)―사회조사에 있어서의 자료수집은 대체로 조사원이 현지에 나가서 표본설계에 따라 선정된 조사대상자를 만나 면접을 하거나 아니면 우송을 통해서 서신으로 자료를 수집하는 경우를 들 수 있다. 이 2가지 자료수집방법 중 보다 정확한 것은 현지면접조사(現地面接調査)이다. 그러나 조사경비 또는 기타의 여의치 못한 사정이 있을 때에는 불가피하게 우송조사(郵送調査)를 하게 된다. 어느 경우를 막론하고 수집된 자료의 타당도와 신뢰도를 최대화하도록 노력해야 한다.(5) 자료정리(資料整理) 및 분석(分析)―일단 자료가 수집되면 조사목적에 부합되는 방향으로 자료를 정리하고 분석해야 한다. 이 경우에 있어서는 먼저 자료의 미비성 여부를 확인하고 분석계획에 따라 일정한 통계적 처리를 하게 된다. 지난날에는 대규모의 현대식 자동 전자계산기가 없었기 때문에 분석에 있어서 많은 시간이 소요되었고 또 복잡한 분석은 할 수가 없었으나 오늘날에는 그러하지 않기 때문에 사회조사자는 현대 계산기의 사용법에 관해서 일반적인 소양을 갖는 것이 필요하게 되었다.(6) 결과보고서(結果報告書)의 작성―자료분석이 일단 끝나면 그것에 대해서 기술과 설명을 하는 조사결과의 보고서를 작성해야 한다. 이때 유의해야 할 것은 조사보고서의 내용이 객관적이어야 하며 어느 특정 사회집단의 압력으로 인해서 보고의 내용이 왜곡되어서는 안 된다. 그리고 통계수표(統計數表) 또는 통계도표(統計圖表)의 작성에 있어서도 정확성을 최대한으로 기하는 것이 필요하다.

## 종류
사회 조사는 극히 많은 상황에서 각기 다른 뜻으로 쓰이고 있다. 흔히 쓰이는 것으로는 국세조사(國勢調査)·여론조사(輿論調査)·시장조사(市場調査)·상업조사(商業調査)·농촌조사(農村調査) 및 생산동태조사(生産動態調査) 등이 있다. 그 밖에도 상권조사(商圈調査)·자원조사(資源調査)·공해조사(公害調査)·미개민족(未開民族)의 조사로부터 취직이나 결혼시의 흥신소(興信所)의 조사, 학교수험시의 성적내신서조사(成績內申書調査) 및 경찰의 범인조사까지도 조사 범주에 속한다. 그러나 이들 모두가 사회적인 것은 아니다. 사회조사의 정의(定義)는 사람에 따라 약간의 뉘앙스의 차이는 있으나, 일반적으로는 (1) 사회 또는 사회사상(社會思想)에 관하여, (2) 현지조사(現地調査)에 의해, (3) 통계적 추론(統計的推論)을 위한 자료를 얻는 것을 목적으로 하는 조사를 '사회조사'라고 한다. 따라서 목재(木材)나 광물자원 등에 관한 조사 등은 사회사상에 관한 조사가 아니므로 그것은 사회조사라고 볼 수 없다. 기존의 인구나 수입·지출에 관한 통계자료(統計資料)를 기초로 하여 하는 조사나 문헌에 입각한 조사는 현지조사가 아니므로 그것 또한 사회조사는 아니다. 또 흥신소의 조사, 학교의 내신조사나 경찰의 범인조사 등은 그것이 특정한 개인을 떠나 통계로서 쓰인다는 것에 일반적으로는 의미가 없는 까닭에 이것 역시 사회조사의 범주에는 속하지 않는다. 그러므로 대표적인 사회조사로서는 ① 국세조사, ② 여론조사, ③ 지역조사, ④ 시장조사, ⑤ 연구조사 등을 들 수 있다.

## 같이 보기
- 인구통계학
- 사례 연구

## 참고 문헌
- C. Wright Mills, On intellectual Craftsmanship
- Earl Babbie, 'The Practice of Social Research', 10th edition, Wadsworth, Thomson Learning Inc., ISBN 0-534-62029-9
- Glenn Firebaugh, 'Seven Rules for Social Research', Princeton University Press, 2008, ISBN 978-0-691-13567-0
- W. Lawrence Neuman, 'Social Research Methods: Qualitative and Quantitative Approaches', 6th edition, Allyn & Bacon, 2006, ISBN 0-205-45793-2
- Charles C. Ragin, 'Constructing Social Research: The Unity and Diversity of Method', Pine Forge Press, 1994, ISBN 0-8039-9021-9
- History | The New School for Social Research." The New School â A New York University | College. Web. 27 Sept. 2011.